# Rotvedknäppare
Rotvedknäppare (Melanotus punctolineatus) är en skalbaggsart som först beskrevs av Pelerin 1829.  Rotvedknäppare ingår i släktet Melanotus, och familjen knäppare. Det är osäkert om arten förekommer i Sverige.